# جزيرة بيرا الصغرى
جزيرة بيرا الصغرى وهي جزيرة من جزر إندونيسيا، تتبع بولاو سيريبو في إقليم جاكارتا.